# 巴托鎮區 (明尼蘇達州羅索縣)
巴托鎮區（英語：Barto Township）是位於美國明尼蘇達州羅索縣的一個行政鎮區。

## 地方資料
巴托鎮區的面積為95.49平方千米，皆為陸地。根據2020年美國人口普查的數據，當地共有人口116人，而人口密度為每平方千米1.21人。